# Chris Lowell
Christopher (Chris) Lowell (Atlanta (Georgia), 17 oktober 1984) is een Amerikaans acteur.
Lowell startte zijn carrière als acteur in 2004 in de televisieserie Life As We Know It. Hij speelde vervolgens in een aantal films en televisieseries. Hij speelde twee afleveringen mee in Grey's Anatomy (2007) en kreeg daarna een vaste rol in de spin-off Private Practice (2007-2010).